# ローズヒルガーデンズ競馬場

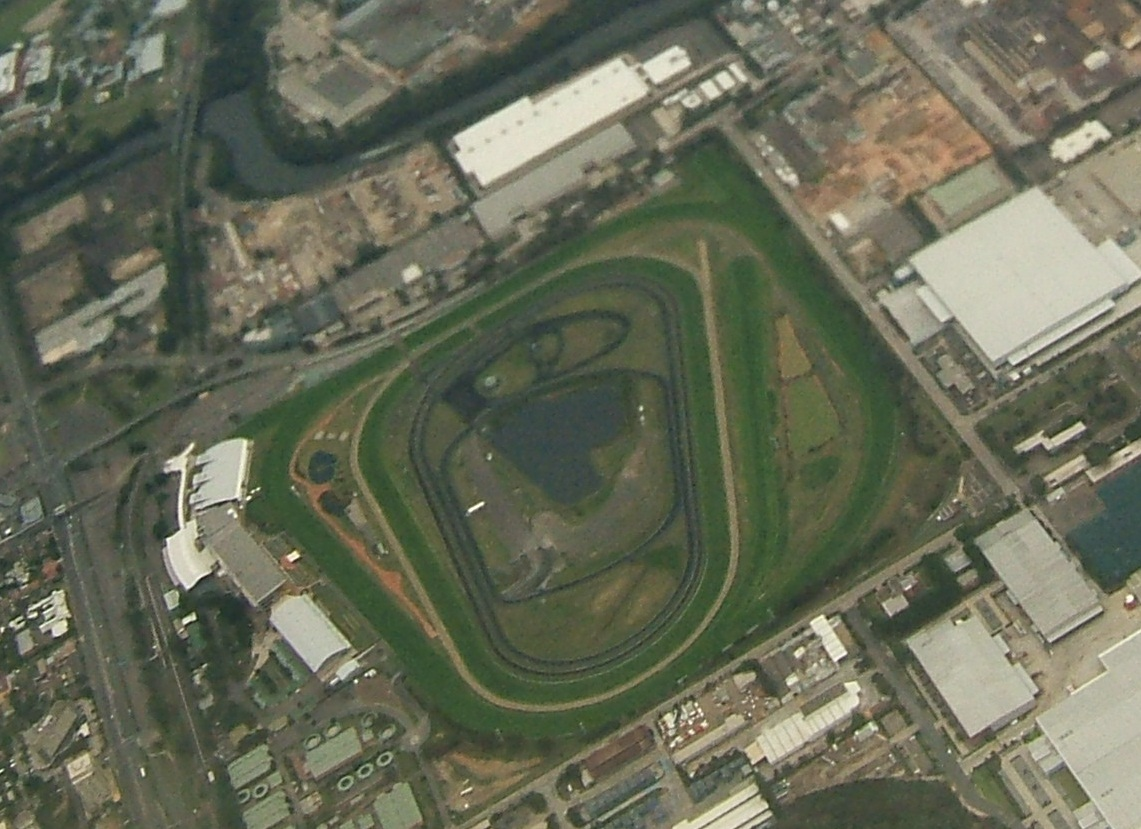
ローズヒルガーデン競馬場

ローズヒルガーデンズ競馬場（Rosehill Gardens Racecourse ）は、オーストラリアニューサウスウェールズ州シドニー郊外・ローズヒルにある競馬場。所有・運営はオーストラリアンターフクラブ(ATC)。2歳馬限定戦としては世界最高賞金額のゴールデンスリッパーステークスが開催される競馬場である。

## 概要
1883年にジョン・ベネットが競馬場建設を目的としてローズヒルに土地を購入したことに端を発する。1885年4月に総額12000ポンドをかけて競馬場が完成し、同年より競馬の開催が始まる。1888年にはベネットによって競馬場と本線のあるクライド駅を繋ぐ私鉄カーリングフォード線が開設された。1943年よりシドニーターフクラブ(STC)によって所有、運営されるようになる。2011年にはシドニーターフクラブとオーストラリアジョッキークラブ(AJC)が合併し、発足したオーストラリアンターフクラブに所有権及び運営権が引き継がれた。
毎年3月中旬から下旬にかけて多くのG1競走を開催しているほか、総賞金額1000万豪ドルの高額賞金レースであるゴールデンイーグルも当競馬場で開催されている。
2023年12月、オーストラリアターフクラブ（ATC）は2020年代後半に同競馬場を閉鎖して、跡地に25,000戸の住宅や小規模なエンターテイメント街を開発し、収入はATCが保有する競馬場や調教施設のリニューアルや新設に充てられることを発表した。

## コース
四角い形状をした右回りのコースであり、メイントラックは1周2048メートル、直線408メートル。メイントラックの内側には調教用としてダートコースが併設されている。

## 主な競走
| グループ | 競走名                         | 馬齢  | 性別 | 斤量   | 距離(m) |
| -------- | ------------------------------ | ----- | ---- | ------ | ------- |
| 1        | クールモアクラシック           | 3歳上 | 牝馬 | ハンデ | 1500    |
| 1        | ランヴェットステークス         | 3歳上 | Open | 馬齢   | 2000    |
| 1        | ローズヒルギニー               | 3歳   | Open | 定量   | 2000    |
| 1        | ジョージライダーステークス     | 3歳上 | Open | 馬齢   | 1500    |
| 1        | ゴールデンスリッパーステークス | 2歳   | Open | 定量   | 1200    |
| 1        | ストームクイーンステークス     | 3歳   | 牝馬 | 定量   | 2000    |
| 1        | タンクレッドステークス         | 3歳上 | Open | 馬齢   | 2400    |
| 1        | ザギャラクシー                 | 3歳上 | Open | ハンデ | 1100    |
| 1        | ゴールデンローズステークス     | 3歳   | Open | 定量   | 1400    |
|          | ゴールデンイーグル             | 4歳   | Open | 定量   | 1500    |